# РЖД Арена
«РЖД Аре́на» (ранее — «ЦК Электриков» в проекте, до 1966 «Сталинец», до 2017 «Локомотив») — футбольный стадион, расположенный в районе Преображенское, Восточного административного округа Москвы, рядом со станцией метро «Черкизовская» и станцией МЦК «Локомотив». Построен в 2000—2002 годах на месте старого стадиона «Локомотив» по проекту коллектива архитекторов под руководством А. В. Бокова (архитекторы Д. В. Буш, С. Н. Чуклов, И. С. Бабак, К. В. Ланина, Н. Ю. Никифорова и другие). Предназначен для проведения футбольных матчей (беговые дорожки отсутствуют). Вместимость стадиона после модернизации 2017 года составляет 27 320 зрителей. До 5 августа 2017 года стадион носил название «Локомоти́в» и сохраняет это название для еврокубков и матчей национальных сборных команд.
На стадионе играет свои домашние матчи команда «Локомотив» и сборная России. Кроме того, в сезоне 2013/2014 на поле проводил свои домашние встречи московский «Спартак».

## Описание стадиона

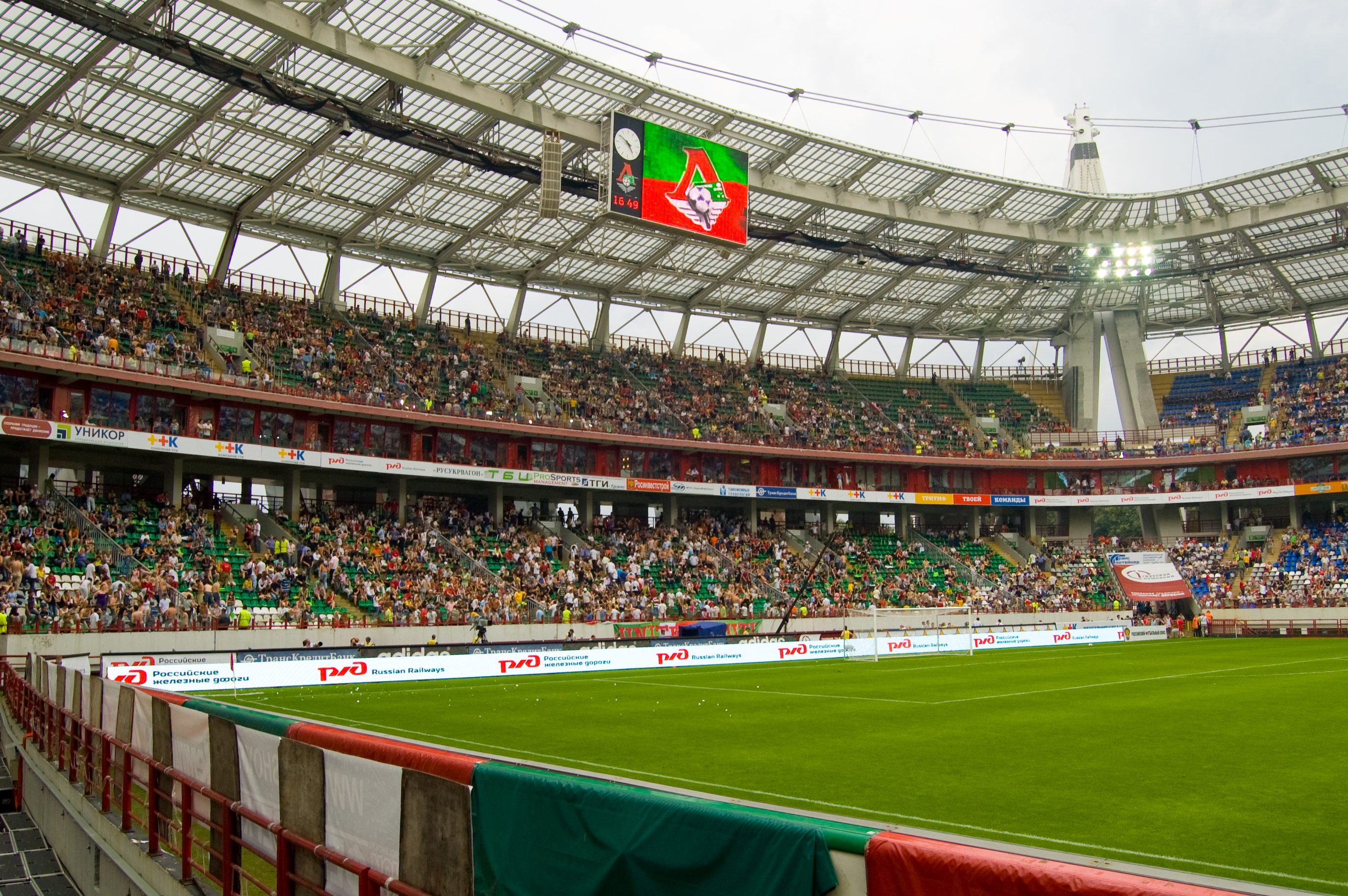
Перед матчем «Локомотив» — «Спартак» 19 июля 2008 года

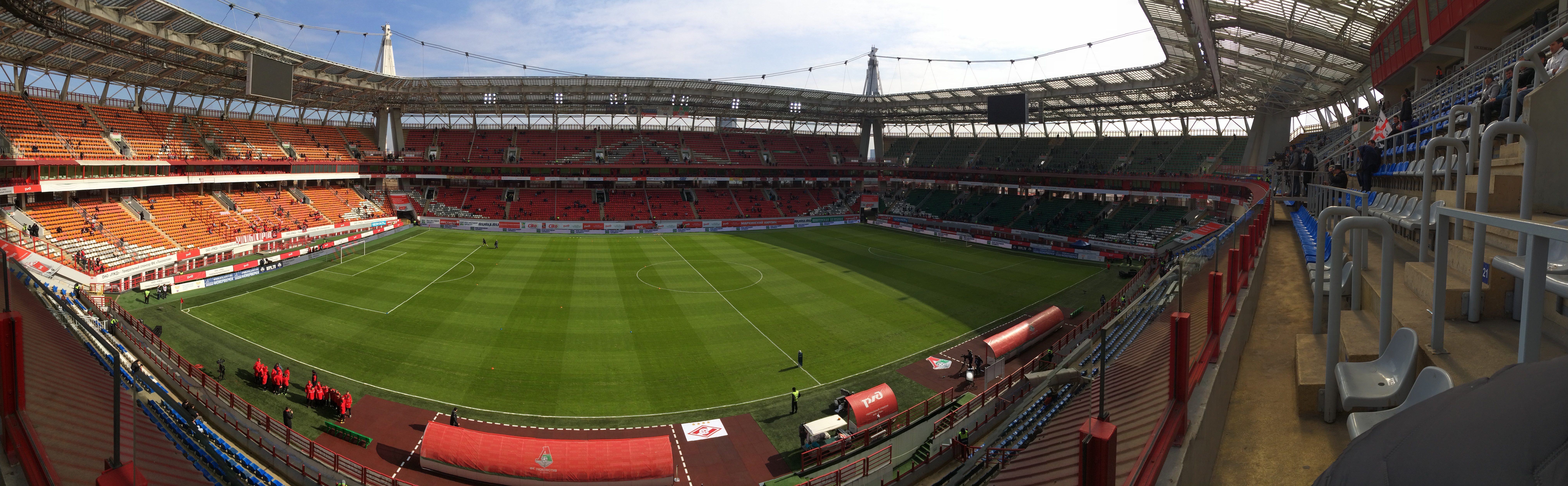
Панорама стадиона перед матчем «Локомотив» — «Спартак» 30 марта 2014 года

Стадион соответствует международным стандартам и считается одним из лучших в России по технической оснащённости и оригинальности конструкции. У него 4 трибуны, названные по сторонам света. Каждая трибуна состоит из двух ярусов, а между ними идёт кольцо VIP-лож. Главная трибуна — Западная. У стадиона есть крыша над всеми зрительскими местами, четыре видеотабло, расположенные по углам между трибунами. Около стадиона располагаются кассы, камера хранения, два тренировочных поля, офис клуба «Локомотив», VIP-стоянка. В подтрибунных помещениях есть фитнес-клуб. VIP-места: секторы DIAMOND и VIP, VIP-ложи и VIP-ресторан на четвёртом этаже стадиона.
Домашний стадион футбольного клуба «Локомотив». Кроме того, многие домашние матчи на стадионе играет сборная России, а также большинство матчей в еврокубках проводил ЦСКА. В августе 2007 и 2008 годов на стадионе проводились матчи Кубка РЖД.
Настоящий локомотив — паровоз Л-3516 — был установлен перед стадионом в 2006 году в честь 70-летия основания спортивного общества «Локомотив».
Дикторы стадиона: до лета 2012 года — Степан Левин, с лета 2012 года по 2015 год — Виктор Степанов, с 2015 года по 2021 год — Евгений Кириллов. С 2021 года диктором стадиона снова был Виктор Степанов, с лета 2021 года диктором «РЖД Арены» является Евгений Капинус.

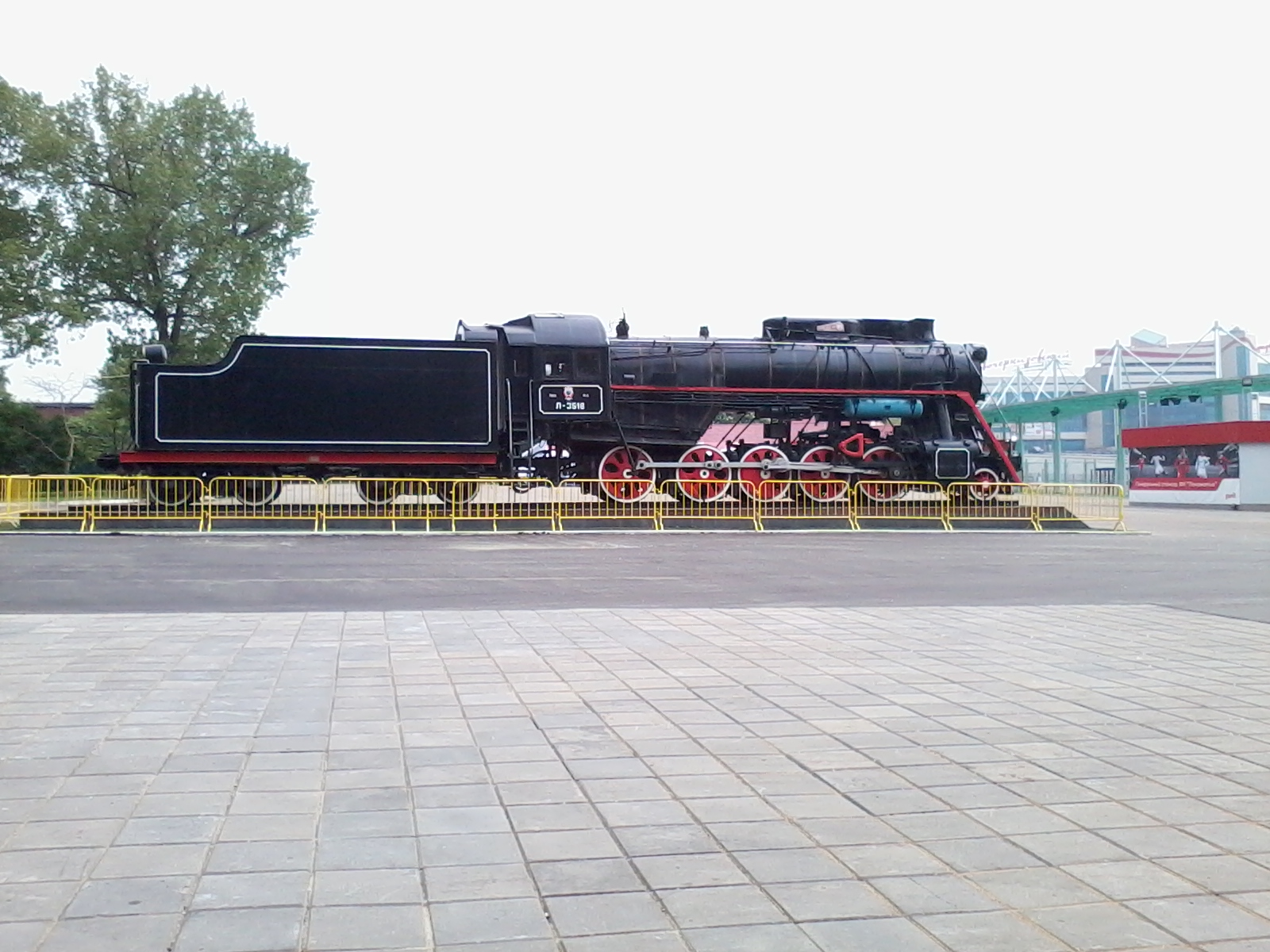
Паровоз Л-3516 возле входа на арену

## История стадиона
Проект стадиона в Черкизове разработан в 1933—1936 годах архитекторами А. Я. Васильевым и Г. Г. Вегманом, которые задумали его как парк-стадион. Первоначально стадион строился по заказу Центрального комитета профсоюза Электромашиностроения и назывался «Стадион ЦК Электриков». К 1935 году была возведена первая очередь стадиона, включившая в себя основную арену на 15 тыс. зрителей, легкоатлетический сектор, четыре теннисных корта, волейбольные площадки и спортивный корпус. Стадион был обильно украшен скульптурами, выполненными С. С. Алёшиным, Р. Р. Иодко, И. М. Бирюковым, С. Д. Тавасиевым, А. И. Тенетой и Д. П. Шварцем. Из-за нехватки у профсоюза средств для возведения второй очереди стадиона, спортивный комплекс из ведения ЦК профсоюза Электромашиностроения изъяли и стадион получил название «Сталинец». Многие московские команды проводили на нём свои домашние матчи
«Локомотиву» же стадион перешёл в хрущёвские времена. Стадион, с одноимённым клубу названием, открылся на месте снесённого «Сталинца» с насыпными трибунами и монументальными колоннами 17 августа 1966 года. Вмещающий порядка 30 тысяч зрителей (в середине 1990-х годов, когда скамьи были заменены индивидуальными пластиковыми сиденьями, вместимость сократилась до 24 тысяч). В 1977—1979 и 1996—1998 годах свои домашние матчи на этом стадионе проводил другой московский футбольный клуб — «Спартак».

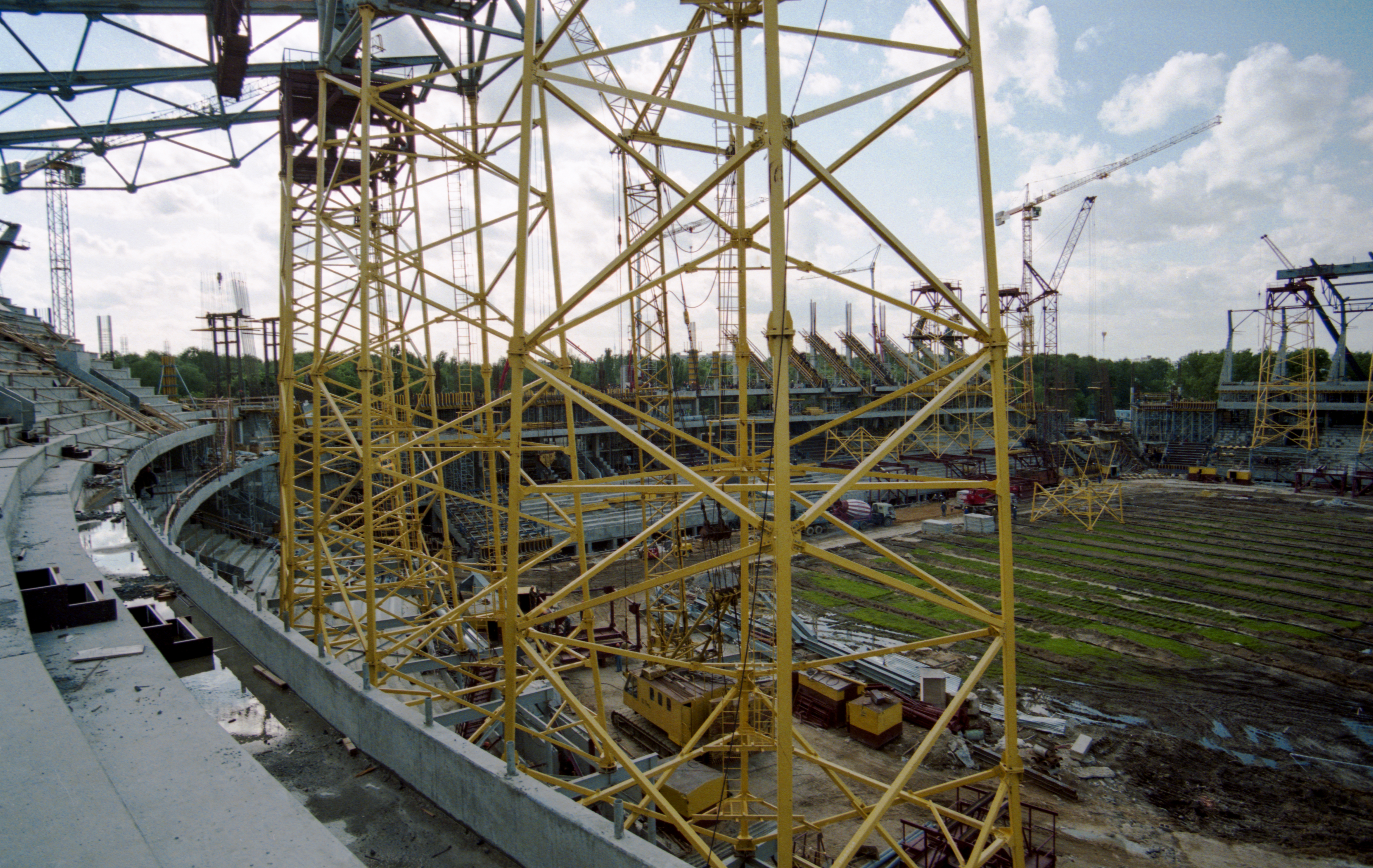
РЖД Арена во время строительства, 2000 год

В 2000 году началось строительство нового стадиона. Активное участие в реализации проекта принимал тогдашний министр путей сообщения России Николай Аксёненко. Первый матч на новом стадионе состоялся 5 июля 2002 года: «Локомотив» в матче чемпионата России обыграл элистинский «Уралан» — 1:0. Первый гол на стадионе забил в свои ворота защитник «Уралана» Дмитрий Семочко.
Планировочно чаша стадиона и при реконструкции 1960-х годов, и при строительстве нового стадиона в 2000—2002 годах осталась на изначально запроектированном Васильевым и Вегманом месте. Стоимость реконструкции составила около 60 миллионов долларов.
В апреле 2012 года на сайте ОАО «РЖД» и на порталах болельщиков прошли опросы по поводу переименования футбольного стадиона «Локомотив» в московском районе Черкизово в «РЖД-Арену». Этот проект столкнулся с резкой реакцией фанатов и был отложен.
Стадион «Локомотив» в сезоне 2013/2014 гг. сдавался в аренду команде «Спартак (Москва)».
Летом 2017 года на стадионе «Локомотив» прошли ремонтные работы. Вместимость арены была сокращена с 28 800 до 27 320 мест; заменены кресла под клубные цвета: верхний ярус — красный, нижний — зелёный; установлены четыре новых табло в углах чаши стадиона.

5 августа 2017 года стадион получил нынешнее название. Однако руководство клуба вновь столкнулось с резкой реакцией болельщиков, которые призвали всех неравнодушных к клубу сохранять прежнее название стадиона:
Сегодня клубу стало действительно выгодно переименовать стадион «на бумагах» для обхода FFP (Financial fair play) и оправдания рыночности контракта с РЖД. Однако, несмотря на финансовые выгоды и большое уважение к РЖД, нам неприятно, что по факту продано название нашего клуба, которое полвека носил стадион.
Ввиду того, что РЖД является монополистом в России – мы не находим серьёзной необходимости постоянно «рекламироваться» жителям России. Именно поэтому, мы призываем клуб (там, где это не прописано в договоре), журналистов, болельщиков, а также всех неравнодушных к «Локомотиву» – оставить название «РЖД-Арена» только на бумагах, если это действительная причина переименования. Если этот контракт действительно только для обхода FFP (Financial fair play) (ко всему прочему в евротурнирах стадион остаётся «Локомотивом») – мы не находим особой трудности придерживаться традиционного названия (#стадионЛокомотив), учитывая что для многих болельщиков, стадион навсегда останется «Локомотивом».
В мае 2021 года появились сообщения о возможном сносе стадиона и переезде команды в «Лужники», мэр Москвы Сергей Собянин отреагировал опровержением информации о сносе «РЖД Арены» и застройке её места другими объектами.

## События в 2008 году
Согласно средствам массовой информации, руководство стадиона пошло навстречу болельщикам «Локомотива» и постановило убрать заградительную сетку перед южной трибуной, поставленной там ранее во избежание несчастных случаев — болельщики команды кидали монеты, зажигалки, пиротехнику («файеры») и другие мелкие предметы. Текст пресс-релиза от 27 марта 2008 года гласит:
Руководство футбольного клуба «Локомотив» извещает о том, что в целях улучшения обзорности для зрителей в ходе домашних матчей клуба оградительная сетка, расположенная между футбольным полем стадиона и Южной трибуной, в ближайшие дни будет убрана. Вместе с тем футбольный клуб «Локомотив» обращается к поклонникам команды с убедительной просьбой исключить попадание с трибуны на поле и прилегающую территорию любых посторонних предметов, мешающих проведению матча и могущих вызвать штрафные санкции по отношению к клубу со стороны контролирующих органов. К указанным предметам относятся, в первую очередь, пиротехнические средства, а также зажигалки, монеты и прочие вещи, которые могут нанести травму людям, располагающимся на поле и вблизи него. Руководство футбольного клуба «Локомотив» оставляет за собой право восстановить ограждение в виде сетки на прежнем месте в случае бросания упомянутых предметов в направлении поля на домашних матчах футбольного клуба «Локомотив». Благодарим за понимание.
[значимость факта?]

## «Сапсан Арена»
Малая спортивная арена была введена в эксплуатацию в апреле 2009 года. Её вместимость составляет 10 тысяч мест. Официальное открытие состоялось 12 июня 2010 года. На нём проводят домашние матчи молодёжный состав «Локомотива» и фарм-клуб «Локомотива» — «Казанка», выступающий в первенстве ПФЛ. 5 августа 2017 года стадион получил название «Сапсан Арена».

## Манеж «Локомотив»
В феврале 2015 года на территории стадиона был открыт крытый футбольный манеж с полноразмерным полем 105х68 м, построенный за три месяца на месте надувного манежа, выработавшего свой ресурс и снесённого в июле 2014 года. А раньше на этом месте располагалось второе поле стадиона «Локомотив», на нём в 2001—2008 годах проводились матчи турнира дублёров, молодёжного первенства и кубка премьер-лиги.

## Аллея славы

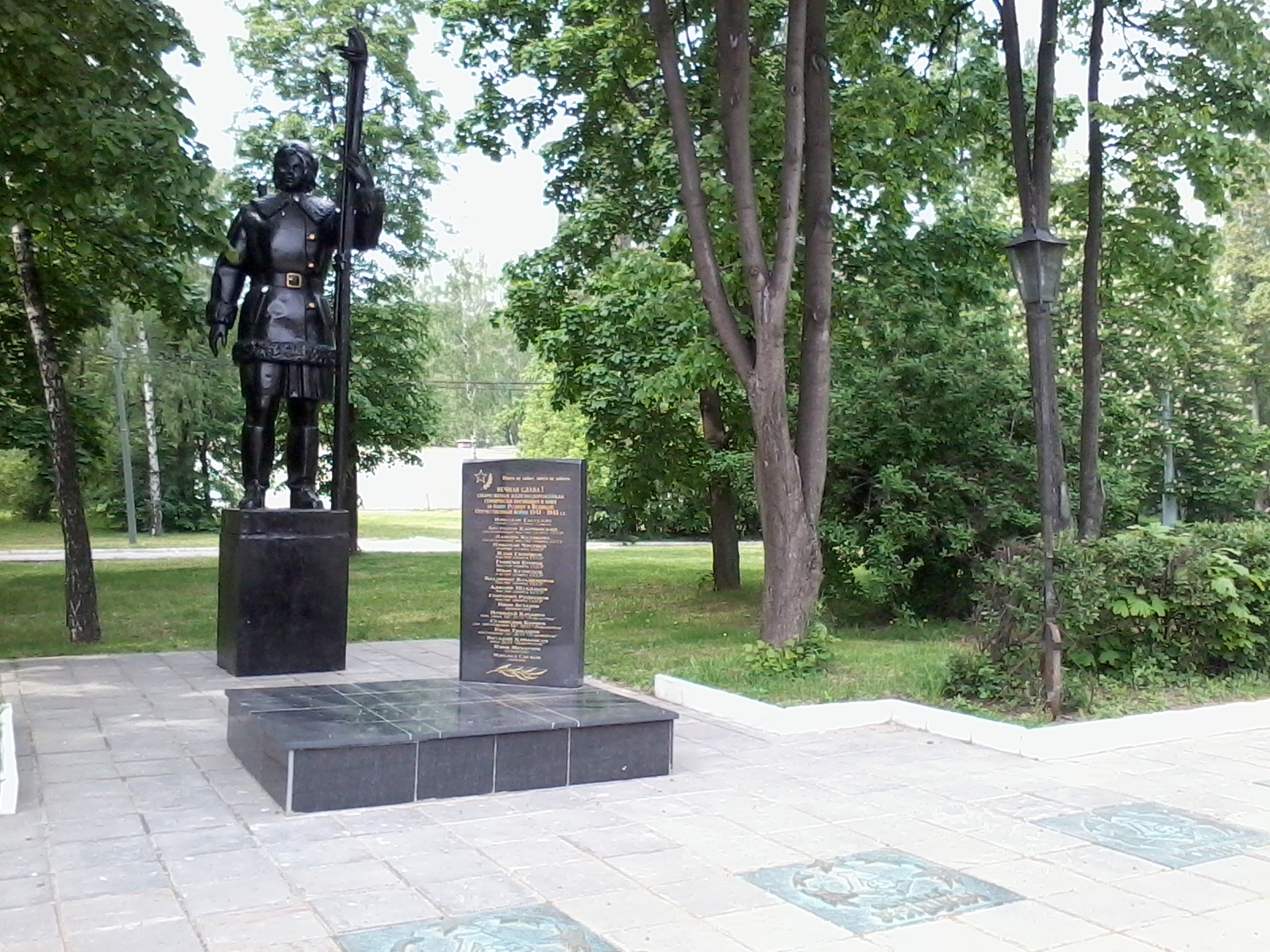
Аллея Славы

Перед Южной трибуной стадиона находится Аллея славы «Звездный путь „Локо“», открытая 14 апреля 2006 года к семидесятилетию спортивного общества «Локомотив». На аллее расположены звёзды с именами значимых в истории клуба игроков, тренеров, железнодорожных деятелей. По состоянию на 6 ноября 2019 года состав аллеи следующий:
| Дата включения   | Имя                              | Роль в истории клуба |
| ---------------- | -------------------------------- | --- |
| 14 апреля 2006   | Бещев Борис Павлович             | Министр путей сообщения СССР (5 июня 1948 — 14 января 1977).                                                                                  |
| 14 апреля 2006   | Лядин Евгений Иванович           | Игрок «Локомотива» (1948—1956). |
| 5 августа 2006   | Паристый Иван Леонтьевич         | Начальник Московской железной дороги (декабрь 1978 — март 1999).                                                                              |
| 5 августа 2006   | Конарев Николай Семёнович        | Министер путей сообщения СССР (29 ноября 1982 — 26 декабря 1990).                                                                             |
| 5 августа 2006   | Ворошилов Виктор Фёдорович       | Игрок «Локомотива» (1956—1962), тренер «Локомотива» (1963—1965, 1970—1972).                                                                   |
| 13 мая 2007      | Сёмин Юрий Павлович              | Игрок «Локомотива» (1975—1977), главный тренер «Локомотива» (1986—1990, 1992—2005, 2009—2010, 2016—2020), президент «Локомотива» (2006—2007). |
| 23 сентября 2007 | Соколов Виктор Захарович         | Игрок «Локомотива» (1955—1963), начальник команды (1966).                                                                                     |
| 12 мая 2008      | Бубукин Валентин Борисович       | Игрок «Локомотива» (1953—1960, 1963—1965), главный тренер (1966—1968).                                                                        |
| 3 августа 2008   | Гранаткин Валентин Александрович | Игрок «Локомотива» (1936—1943). |
| 4 октября 2009   | Забелин Геннадий Степанович      | Игрок «Локомотива» (1947—1959). |
| 4 октября 2009   | Артемьев Виталий Сергеевич       | Игрок «Локомотива» (1953—1962). |
| 1 октября 2019   | Лавров Виктор Васильевич         | Игрок «Казанки» (1931—1935) и «Локомотива» (1936—1940). 22 мая 1936 года забил первый мяч в истории футбольных чемпионатов СССР.              |

## Стадион в культуре
На стадионе проходили съёмки советских и российских кинофильмов «Семь стариков и одна девушка» (1968), «Обратный отсчёт» (2006), «Игра» (2008), «Выкрутасы» (2011). 22 июня 2013 года на арене в рамках мирового тура The Delta Machine Tour выступила группа Depeche Mode.